# Оруджев, Орудж Али оглы
Орудж Оруджов (азерб. Orucov Oruc Əli oğlu; 12 сентября 1878 года, Алпоут, Джаванширский уезд Елизаветпольской губернии, Российская империя — 2 марта 1954 года, Барда, Бардинский район, Азербайджанская ССР, СССР) — пресс-атташе, издатель, публицист.
Вместе со своими братьями Абузаром и Канбаром он основал в Баку типографское издательство «Братья Оруджевы», которое в то время было крупнейшей типографией в Азербайджане. Был членом ревизионной комиссии Мусульманского благотворительного общества «Ниджат», членом редакционной коллегии Национального организационного комитета Общества писателей и редакторов.
После советизации Азербайджана преследовался новыми властями. В 1930-е годы был сослан.

## Биография
Орудж Оруджов родился 12 сентября 1878 года в селе Алпоут Бардинского района. Первое образование он получил в селе Моллахана, а затем окончил Елизаветпольское Михайловское художественное училище. В 1896 году он переехал в Баку и занялся торговлей.
В 1905 году вместе со своими братьями Канбаром и Абузаром основал издательство «Братья Оруджевы» и начал печататься. Издательство имело типографию, оснащенную современным оборудованием, магазин по продаже книг и канцелярских товаров. С 1905 по 1917 год в издательстве «Братья Оруджовы» вышло 333 книги с разными названиями и содержанием, несколько газет, в том числе «Хакикат», «Ени важат», «Гунеш» , «Асари-хакикат», «Проницательность», «Икбал», «Ени Икбал» и т. д. издавались газеты . Сам Орудж Оруджев начал работать газетчиком с 1909 года, был издателем газет «Хакикат» (1909–1910) , «Гунеш» (1910–1911) и «Ени варах» (1911). В своих публицистических статьях он критиковал колониальную политику европейского империализма на Востоке . В Баку он был членом ревизионной комиссии Мусульманского благотворительного общества «Ниджат» и помощником Гаджи Зейналабдина Тагиева в благотворительной деятельности.

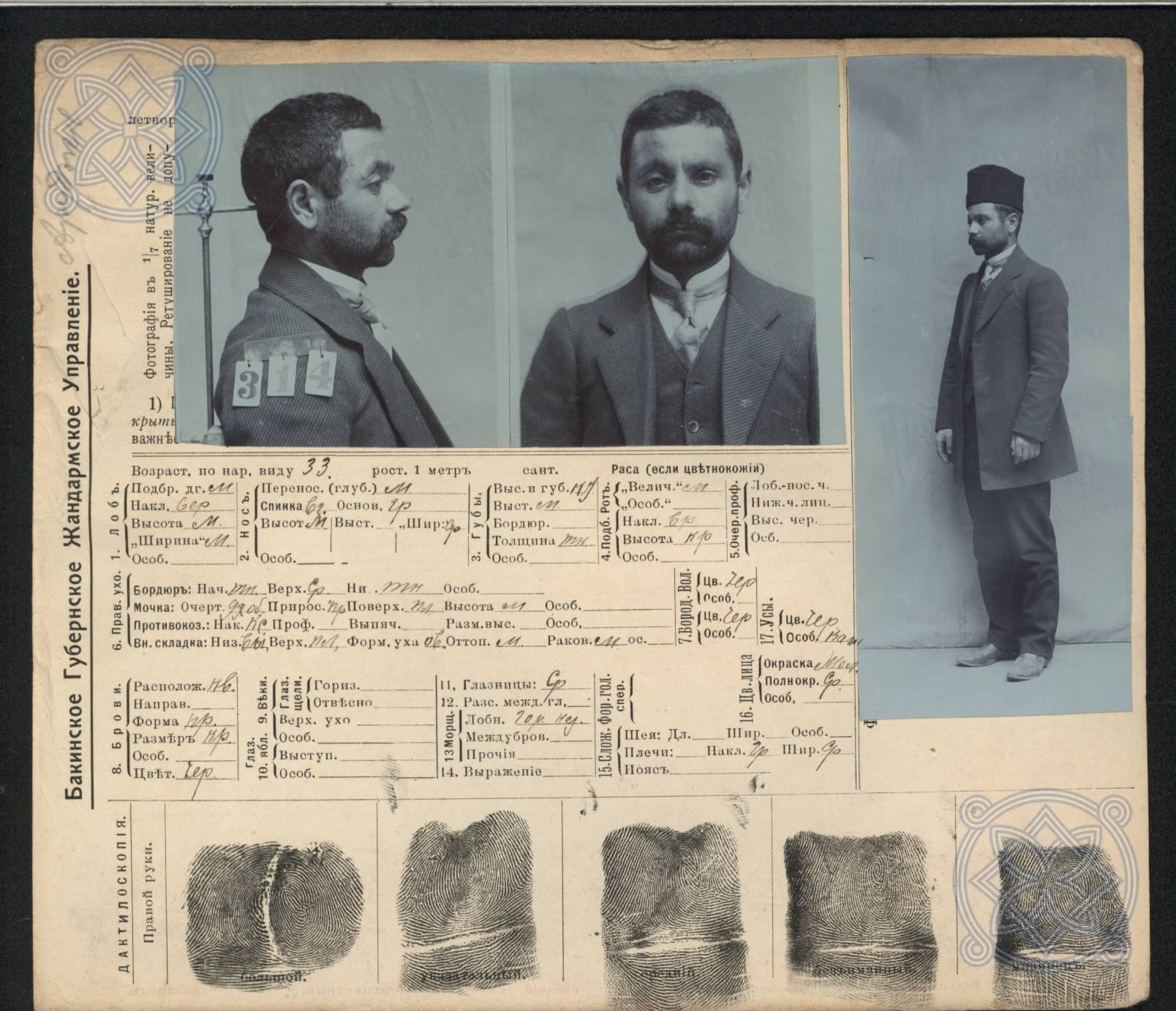
Акт об аресте с фотографией Оруджа Оруджева, подготовленный жандармерским управлением Бакинской губернии (1911 г.)

В марте 1911 года О. Оруджев был обвинен в пропаганде идей панисламизма, арестован вместе с группой других журналистов и сослан во внутренние губернии России. По поводу их ареста Ахмед-бек Агаоглу написал статью под названием «Притеснения тюрок» в газете «Тарджумани-хакикат», издающейся в Стамбуле. Во время ссылки Орудж комментировал события в Баку в статьях, которые отправлял в газету "Икбал" из Саратова, Нижнего Новгорода и Варшавы. 
В 1913 году, после объявленной амнистии в связи с 300-летием династии Романовых, он вернулся в Баку и продолжил издательскую деятельность. В декабре 1917 года, оставив своих братьев Абузара и Канбара, он начал работать вместе с Мамед Эмин Расулзаде в газете «Ачык соз» и занимал должность директора по издательской работе газеты.
В 1917 году был избран в редакционный коллектив Национального организационного комитета Общества писателей и редакторов вместе с Мамед Эмин Расулзаде, Сеидом Гусейном, Джейхуном Гаджибейли, Гаджи Ибрагимом Гасымовым и Али-беком Гусейнзаде. Был членом партии «Мусават». На Первом съезде партии «Мусават», проходившем в Баку с 25 по 31 октября 1917 года, был выдвинут для избрания в ЦК партии.
В 1917 году оборудование издательства было конфисковано Бакинским Советом Народных Комиссаров. В 1920 году он вернулся в Барду, так как подвергался преследованиям после советизации Азербайджана.
В 1930-е годы Орудж Оруджов был арестован и сослан. Позже был помилован и вернулся в Баку. Орудж Оруджов умер в 1954 году.